# لئوپولدو تریئسته
لئوپولدو تریئسته (ایتالیایی: Leopoldo Trieste؛ ‏ ۳ مهٔ ۱۹۱۷ – ۲۵ ژانویهٔ ۲۰۰۳) کارگردان، بازیگر، فیلم‌نامه‌نویس و نویسنده اهل ایتالیا بود.
از فیلم‌هایی که وی در آن نقش داشته است، می‌توان به پزشک بیمه سلامت، به بانو تجاوز شده است، کشتار، دو قلب، یک نیایشگاه، قصه‌های ممنوعه… دربارهٔ برهنگی، الاغ طلایی: محاکمه برای حقایق عجیب دربارهٔ لوکیوس آپولیوس، شهروند روم، آموزش ویولنسل با توکاتا و فوگ، ماجراهای ژرار، نام گل سرخ، پدرخوانده: قسمت دوم، کالیگولا، سینما پارادیزو، ستاره‌ساز، دسته سیسیلی‌ها، طلاق به سبک ایتالیایی، وداع با اسلحه، نامزد، تعطیلات، ماریانا اوکریا، دوشیزه‌ای برای شاهزاده، شادی زندگی، تعطیلات آخر هفته، به سبک ایتالیایی، زندگی وردی، اسب عریان، خوشی من، خوشی توست، کلاس خصوصی، شورای مصر، عشق نافرجام، دست‌نویس شاهزاده، با صدای بلند شلیک کن و قهرمان زمان ما اشاره کرد.